# Franz Gesenius
August Wilhelm Franz Gesenius (* 5. November 1822 in Halle (Saale); † 2. März 1903 in Berlin) war ein deutscher Verwaltungsjurist, Richter und Kommunalbeamter in Berlin.

## Leben
Gesenius war das fünfte von zehn Kindern des Theologen Wilhelm Gesenius und Henriette, geb. Schneidewind (1797–1853). Sein jüngerer Bruder war Friedrich Gesenius.
Franz Gesenius studierte an der Universität Jena Rechtswissenschaft. 1842 wurde er im Corps Guestphalia Jena recipiert.
Im Mai 1847 wurde er zum Kammergerichts-Referendar ernannt. Am Appellationsgericht in Naumburg erfolgte am 16. Dezember 1851 seine Ernennung zum Gerichts-Assessor (Anciennität als Assessor zum 29. August 1851). 1852 war er bei der Gerichts-Kommission in Wittenberge und 1854 als Hilfsrichter am Kreisgericht am Kreisgericht Perleberg. Von hier kam er Ende August 1845 als Kreisrichter an das Kreisgericht Jüterbog. Im Januar 1860 wurde er aus Jüterbog als Stadtrichter an das Stadtgericht Berlin geschickt.
Als er im Juni 1861 zum besoldeten Stadtrat beim Magistrat von Berlin gewählt wurde, schied er aus dem Justizdienst aus. Später war er Direktor des Berliner Pfandbriefamtes.
In Berlin wohnte er in der Eichhornstraße 5, wo zu dieser Zeit auch Walther Rathenau mit seiner Familie wohnte.

## Ehrungen
- Stadtältester von Berlin   (1873)
- Geheimer Regierungsrat (2. Mai 1873)